# Logothète de l'oikeiakon

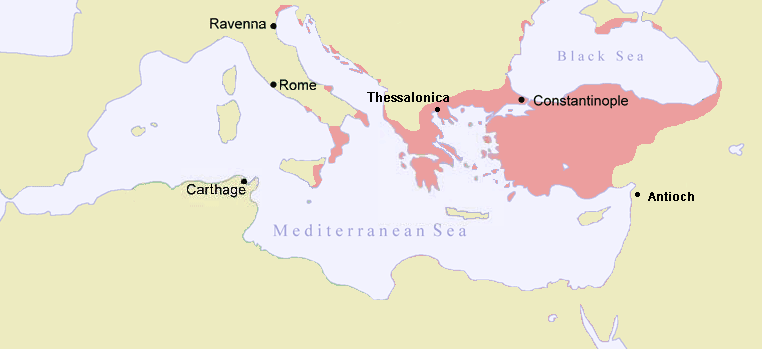
Empire Byzantin, en 867.

Le logothète de l’oikeiakon (en grec λογοθέτης τῶν οἰκειακῶν, logothetēs tōn oikeiakōn), à l’origine l’epi tōn oikeiakōn (ὁ ἐπὶ τῶν οἰκειακῶν), est un fonctionnaire byzantin.

## Histoire
Les oikeiakoi (de οἰκειακός, « appartenant à la maisonnée ») forment une classe de fonctionnaires de la maison impériale attestés aux IXe et Xe siècles. Leur supérieur, l’epi tōn oikeiakōn (« responsable de l’oikeiakoi »), apparaît vraisemblablement au Xe siècle d’après les sceaux – en tout cas avant environ 1030.
Ses compétences exactes sont peu claires : pour Rodolphe Guilland, il est le successeur de l’epi tou eidikou à la tête du trésor impérial privé, alors que selon Nicolas Oikonomidès, il administre les domaines privés de l’empereur. Le poste est souvent associé à d’autres positions et remplit une série de fonctions judiciaires et fiscales. Sous les Paléologue, il devient logothetēs tōn oikeiakōn, un logothète qui exerce principalement des fonctions diplomatiques et judiciaires.